# Mon père et mon papa
Pour plus de détails, voir Fiche technique et Distribution.
Mon père et mon papa est un film belge réalisé par Gaston Schoukens en 1937, et sorti en 1938. Il s'agit de l'adaptation de Marie-Rose, une pièce de théâtre écrite par Fernand Wicheler et Loïc Le Gouriadec la même année.

## Synopsis
Marie-Rose, 20 ans, vit à Genval avec Vandervroek, son père adoptif, un modeste horticulteur qui l'a élevée seul. Son père naturel est Levaillant, un riche banquier qu'elle n'a jamais vu. Celui-ci habite avec son épouse et leurs domestiques. Ils ont depuis six mois pour invités Gontran Martineau, cousin de Mme Levaillant, et Mme Martineau, sa mère, issus de la haute société. Leur compagnie ne plait guère à Levaillant, qui tente de convaincre sa femme de leur donner congé, notamment en proposant à Gontran un poste au Congo belge. Ne parvenant pas à ses fins, il déclare à celle-ci qu'il va lui aussi inviter sa famille à vivre chez eux, en l’occurrence Marie-Rose, mais ce sans vraiment en avoir l'intention. Il convoque donc Vandervroeck, qui emmène inopinément Marie-Rose avec lui. Levaillant rencontre ainsi sa fille, et il s'attache immédiatement à elle. Il lui propose effectivement de rester vivre avec lui. Elle accepte, à condition que Papa Vandervroeck puisse rester lui aussi, ce qui est accepté à contrecœur. Les jours passent et, tandis que les deux pères se disputent l'amour de Marie-Rose, celle-ci goute au luxe tout en s'amusant des bonnes manières de ses hôtes, radicalement opposées aux gouailleries en brusseleir de Papa Vandervroeck. Par ailleurs, Gontran courtise la jeune fille, qui joue le jeu, mais lorsqu'il la demande en mariage, elle le repousse violemment. Elle est en réalité attirée par Lucien, le chauffeur de la famille Levaillant. Les tensions entre les deux pères s'amenuisent alors que le mariage de Marie-Rose et Lucien se confirme.

## Distribution
- Jules Berry : Levaillant
- Gustave Libeau : Papa Vandervroeck
- Christel Or : Marie-Rose
- Blanche Montel : Mme Levaillant
- Alice Tissot : Mme Martineau
- Jacques Phillippot : Gontran Martineau
- Paul Varlet : Lucien
- Paul Gury
- Réginald
- Marguerite Daulboys
- Berthe Charmal
- Robert Maufras
- Stan Devuyst
- Line Artus
- Henry Harment
- Guillaume Lambrette

## Fiche technique
- Titre original : Mijn vader en mijn papa
- Réalisation : Gaston Schoukens
- Scénario : Paul Gury
- Photographie : Paul Flon
- Produit par : Gaston Schoukens
- Format : Noir et blanc - 1,37:1 - 35 mm - Son mono
- Pays :  Belgique
- Langue : français
- Genre : Comédie
- Durée : 80 minutes
- Année : 1937
- Date de sortie en salles : 
  - France - 15 juin 1938